# Giovanni Pacini
Giovanni Pacini (n. 17 februarie 1796, Catania, Regatul Siciliei – d. 6 decembrie 1867, Pescia, Toscana, Italia) a fost un compozitor italian. 

## Biografie
Pacini s-a născut în Catania, Sicilia, fiind fiul bufonului Luigi Pacini, care va apărea in multe din operele lui Giovanni. Familia Pacini era de origine toscană, aflandu-se întamplator în Catania în momentul nașterii lui Giovanni.

## Lucrări
- Saffo (tragedie lirică, libretul de Salvadore Cammarano, premiera 29 noiembrie 1840, Teatro San Carlo, Neapole)